# 張孝秀
張 孝秀（ちょう こうしゅう、481年 - 522年）は、南朝梁の隠者。字は文逸。本貫は南陽郡宛県。

## 経歴
若くして荊州に出仕して治中従事史となった。母が死去したため、辞職して喪に服した。喪が明けると、建安王別駕となった。しばらくして辞職し、尋陽郡の廬山に入って、東林寺に居住した。部下数百人を率いて数十頃の畑を耕し、山衆と行動をともにしたため、遠近からかれを慕って人が集まり、市のようになった。
鷹揚かつ率直な性格で、華やかで実のないことを好まなかった。いつも穀皮の頭巾を被り、ガマの草履を履いて、手にはシュロ皮の麈尾を持っていた。寒食散を服用し、真冬に石の上で寝ることができた。広く書籍を渉猟して、とくに仏教典籍に詳しかった。談論を得意とし、隷書に巧みで、多くの芸能に通じた。普通3年（522年）、死去した。享年は42。

## 伝記資料
- 『梁書』巻51 列伝第45
- 『南史』巻76 列伝第66